# Estado de transición

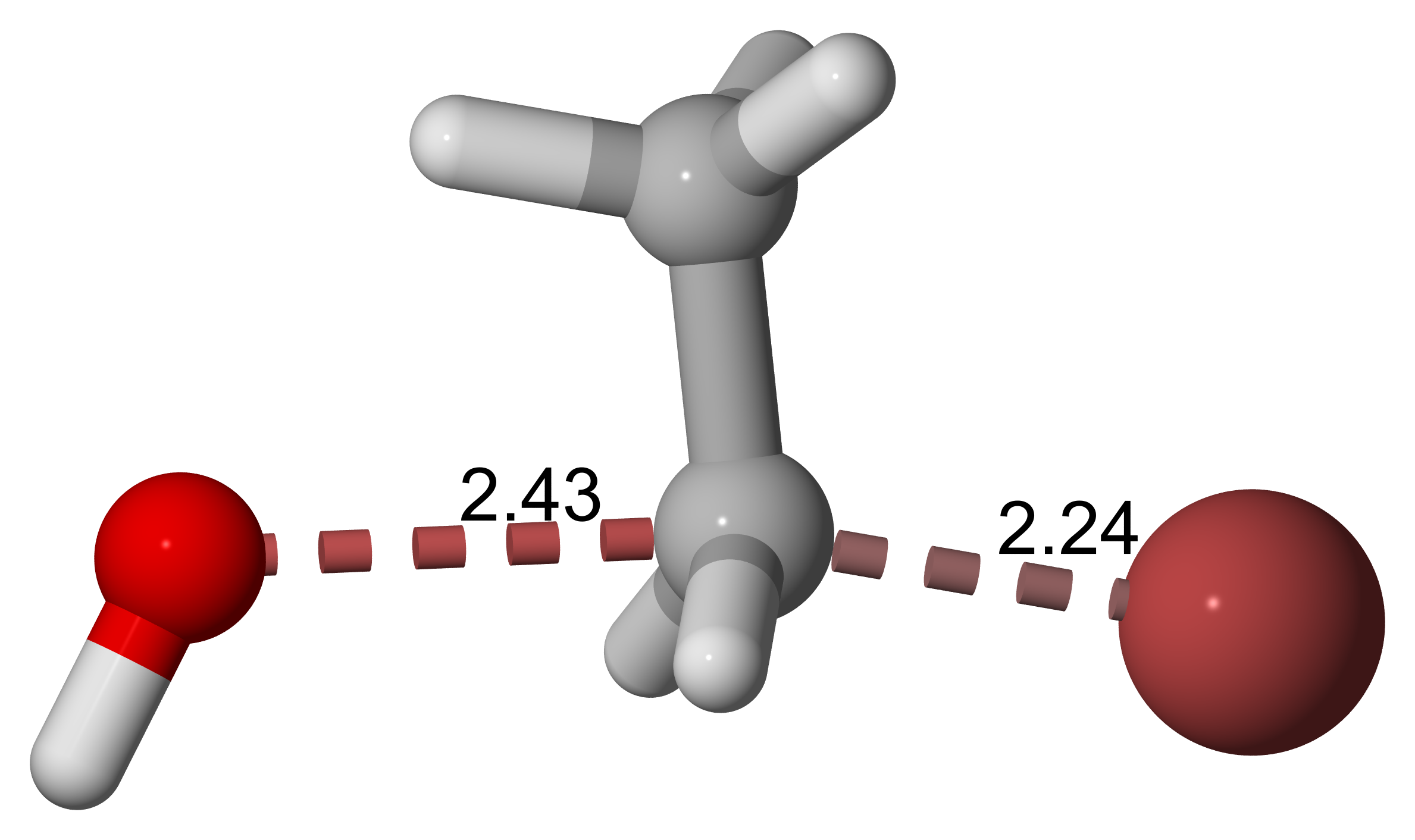
La geometría determinada por DFT para el estado de transición de la reacción ejemplo. Las distancias se muestran en angstroms. Téngase en cuenta las uniones alargadas C-Br y C-O y la estructura bipiramidal trigonal.

El estado de transición en una reacción química elemental es una configuración particular a lo largo de la coordenada de reacción que se define como el estado que corresponde al máximo de energía a lo largo de la misma. En este punto se asume que las especies reactantes al colisionar conducirán siempre a la formación de productos.
Como ejemplo, a continuación se muestra el estado de transición que se produce durante

## Historia del concepto
El concepto de estado de transición ha sido importante en muchas teorías de la cinética de las reacciones químicas. Esto empezó con la teoría del estado de transición (TET), también conocida como teoría del complejo activado (TCA), que fue desarrollada por primera vez por Henry Eyring en 1935 y que introdujo conceptos básicos en la cinética química que son usados todavía hoy.

## Explicación
Una colisión entre las moléculas reactantes puede o no resultar en una reacción exitosa. El resultado depende de factores tales como la energía cinética relativa, la orientación relativa y la energía interna de las moléculas. Incluso si los reactivos forman una "supermolécula" esto no implica que acaben obligatoriamente en productos, pudiendo volver a los reactivos de partida, (por ejemplo si la colisión ha sido de poca energía). La evolución hacia productos sólo se producirá cuando se alcance, al menos, este punto crítico, que supone el máximo de energía de la coordenada de reacción, que es el estado de transición.

## Observación de los estados de transición
Según las reglas de la mecánica cuántica, el estado de transición no puede ser aislado u observado directamente. Sin embargo, técnicas espectroscópicas manipuladas hábilmente pueden acercarse tanto como la escala de tiempo de la técnica lo permita. La espectroscopia de femtosegundo (FTS) fue desarrollada precisamente con esta motivación, y con ella es posible investigar estructuras moleculares extremadamente próximas al punto de transición. A menudo a lo largo de la coordenada de reacción están presentes intermedios de reacción en niveles de energía no mucho más bajos que un estado de transición haciendo difícil distinguirlos de este.

## Localizar estados de transición mediante química computacional
Los estados de transición pueden ser determinados buscando puntos de silla sobre la superficie de energía potencial. Un punto de silla es un punto que es un mínimo para unas direcciones y un máximo para otras. Casi todos los métodos de química cuántica (DFT, MP2...) pueden ser usados para encontrar estados de transición. Sin embargo, situarlos es a menudo problemático ya que la estructura de partida debe ser muy próxima a la del estado de transición real. Métodos para localizar estados de transición son QST2 o QST3 donde la estructura inicial está determinada por las geometrías del producto y el sustrato. Es a menudo más fácil (especialmente para sistemas grandes) optimizar una geometría del estado de transición usando métodos semiempíricos tales como AM1 o PM3, y entonces usar las geometrías obtenidas como datos de partida para métodos mejores.

## Postulado de Hammond
El postulado de Hammond (o de Hammond-Leffler) establece que la estructura del estado de transición será más parecida al producto o al material de partida dependiendo de cual tenga una mayor entalpía. En una reacción exotérmica el estado de transición se parecerá más a los reactivos, mientras que en una endotérmica a los productos.